# Cirratulus abranchiatus
Cirratulus abranchiatus är en ringmaskart som beskrevs av Hansen 1878. Cirratulus abranchiatus ingår i släktet Cirratulus och familjen Cirratulidae. Inga underarter finns listade i Catalogue of Life.